# Mars Polar Lander
Mars Polar Lander (původně Mars Surveyor '98 Lander) byla druhá ze dvou kosmických sond z programu Mars Surveyor '98, první byla Mars Climate Orbiter (původně Mars Surveyor '98 Orbiter). Tyto dvě mise měly studovat marsovské počasí, klima a pátrat po vodě a oxidu uhličitém v atmosféře a na povrchu. Získané údaje měly sloužit na stanovení teplotních profilů atmosféry, určení dlouhodobých klimatických změn a úlohu atmosféry v tomto procesu.

## Cíle mise
Cíle mise by se daly shrnout do těchto bodů:
- Denní sledování počasí a atmosférických podmínek
- Pozorování změn povrchu vlivem působení větru a dalších vlivů
- Stanovení teplotních profilů atmosféry
- Sledování vodní páry a prachových částic v atmosféře
- Hledání důkazů o podobě klimatických podmínek v minulosti

## Průběh letu
Sonda vzlétla 3. ledna 1999 z kosmodromu Eastern Test Range pomocí rakety Delta II 7425. K Marsu dorazila po jedenácti měsících 3. prosince 1999. Třicetiminutový korekční manévr na oběžné dráze začal ve 12:45 UTC. Do marsovské atmosféry vlétla sonda ve 20:00 hodin. Se sondou se poté již nepodařilo navázat spojení.
16. prosince 1999 využila NASA sondu Mars Global Surveyor k pátrání po přistávacím modulu, ale nepodařilo se jej najít. 17. ledna 2000 ukončila NASA veškeré snahy o navázání spojení se sondou.

## Zajímavost
Sonda Phoenix, která na Marsu úspěšně přistála v roce 2008, má na své palubě některé shodné vědecké přístroje, jako Mars Polar Lander.